# Petra Rivers
Petra Janina Rivers (* 11. Dezember 1952) ist eine ehemalige australische Speerwerferin.
Bei den British Commonwealth Games gewann sie 1970 in Edinburgh und 1974 in Christchurch Gold.  
1980 schied sie bei den Olympischen Spielen in Moskau in der Qualifikation aus. Einem vierten Platz beim Leichtathletik-Weltcup 1981 folgte die Silbermedaille bei den Commonwealth Games 1982 in Brisbane. Bei den Olympischen Spielen 1984 in Los Angeles wurde sie Zwölfte, bei den Commonwealth Games 1986 in Edinburgh Elfte.
Siebenmal wurde sie Australische Meisterin (1970, 1971, 1974, 1981–1984). Ihre persönliche Bestleistung von 69,28 m stellte sie am 20. März 1982 in Brisbane auf.